# Гребенест тритон на Буреш
Гребенестите тритони на Буреш (Triturus ivanbureschi), наричани също балкански гребенести тритони и големи гребенести тритони, са вид земноводни от семейство Саламандрови (Salamandridae).
Разпространени са в източната част на Балканския полуостров, включително в по-голямата част от България (до надморска височина от 1400 m), и в западна Мала Азия. Обитава блата, наводнени изкопи и други застояли водоеми, като предпочита изобилстващите с подводна растителност.
Таксонът е описан за пръв път през 2013 година и е наречен на българския херпетолог Иван Буреш. Дотогава е смятан за подвид на южния гребенест тритон (Triturus karelinii).

## Начин на живот и хранене
Гребенестите тритони на Буреш живеят във водата от есента до размножителния сезон през пролетта. След това излизат на сушата и живеят в близост до водоемите, като предпочитат влажни и хладни места.
При пребиваването си на сушата се хранят през нощта с червеи, насекоми, дребни мекотели и други. Във водата основната им храна са водни насекоми, охлюви, ларви на комари, като освен това се хранят и с дребни ракообразни, хайвер, ларви на жаби и други.

## Размножаване
Гребенестият тритон на Буреш се размножава през пролетта във водата. Женската снася от 80 до 600 яйца, най-често 150 – 200, които залепва поединично или на малки групи към листа на подводни растения.

## Допълнителни сведения
Южният гребенест тритон е защитен от Приложение II на Бернската конвенция и от Приложения II и III на Закона за биологичното разнообразие.